# Philae Sulcus
Il Philae Sulcus è una struttura geologica della superficie di Ganimede.